# Proceso isocórico

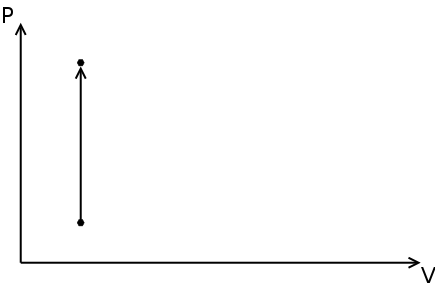
Proceso isocórico en un diagrama P-V.

Un proceso isocórico, también llamado proceso isométrico o isovolumétrico es un proceso termodinámico en el cual el volumen permanece constante; {\displaystyle \Delta V=0}. Esto implica que el proceso no realiza trabajo presión-volumen, ya que este se define como:
{\displaystyle \Delta W=P\Delta V},
donde P es la presión (el trabajo es cero pues no hay cambio de volumen)
En un diagrama P-V, un proceso isocórico aparece como una línea vertical.

## Cálculos del proceso

### Cálculo del trabajo (W)
Puesto que no existe desplazamiento, el trabajo realizado por el gas es anulado en su totalidad.
{\displaystyle W=0}

### Cálculo de la variación de la energía interna (ΔU)
Aplicando la primera ley de la termodinámica, podemos deducir que {\displaystyle \Delta U}, el cambio de la energía interna del sistema, es:
{\displaystyle \Delta U=Q+W}
{\displaystyle \Delta U=Q+0}
{\displaystyle \Delta U=Q}
para un proceso isocórico, es decir a volumen constante, todo el calor que transfiramos al sistema aumentará a su energía interna U.

### Cálculo del calor entregado
Si la cantidad de gas permanece constante, entonces el incremento de energía será proporcional al incremento de temperatura,
{\displaystyle Q=nC_{V}\Delta T}
donde {\displaystyle C_{V}} es el calor específico molar a volumen constante.